# Drachenbronn-Birlenbach
Drachenbronn-Birlenbach je občina v departmaju Bas-Rhin francoske regije Alzacija.
Leta 1990 je v občini živelo 870 oseb oz. 122 oseb/km².